# Bagdádská dráha

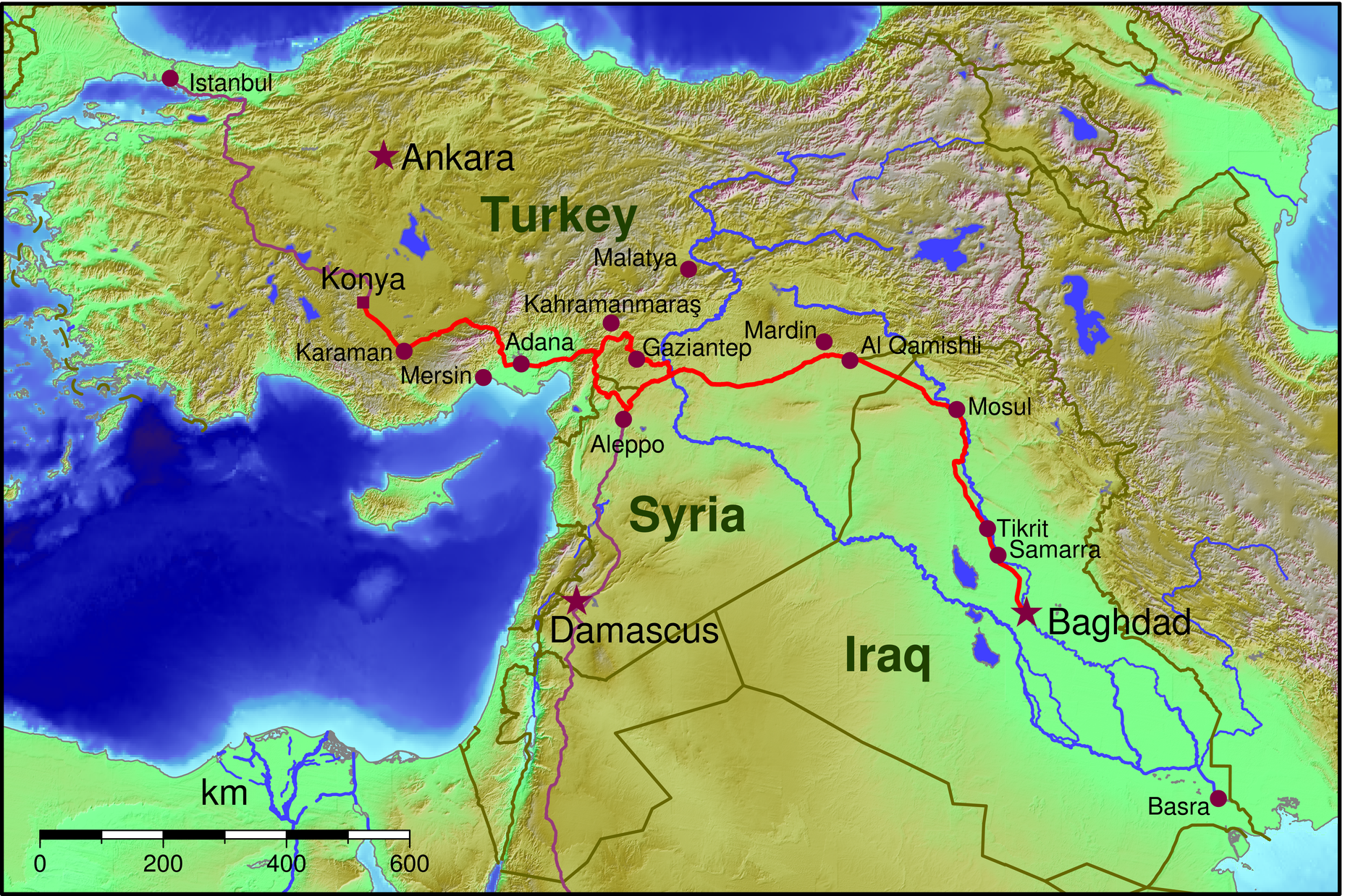
Mapa Bagdádské dráhy

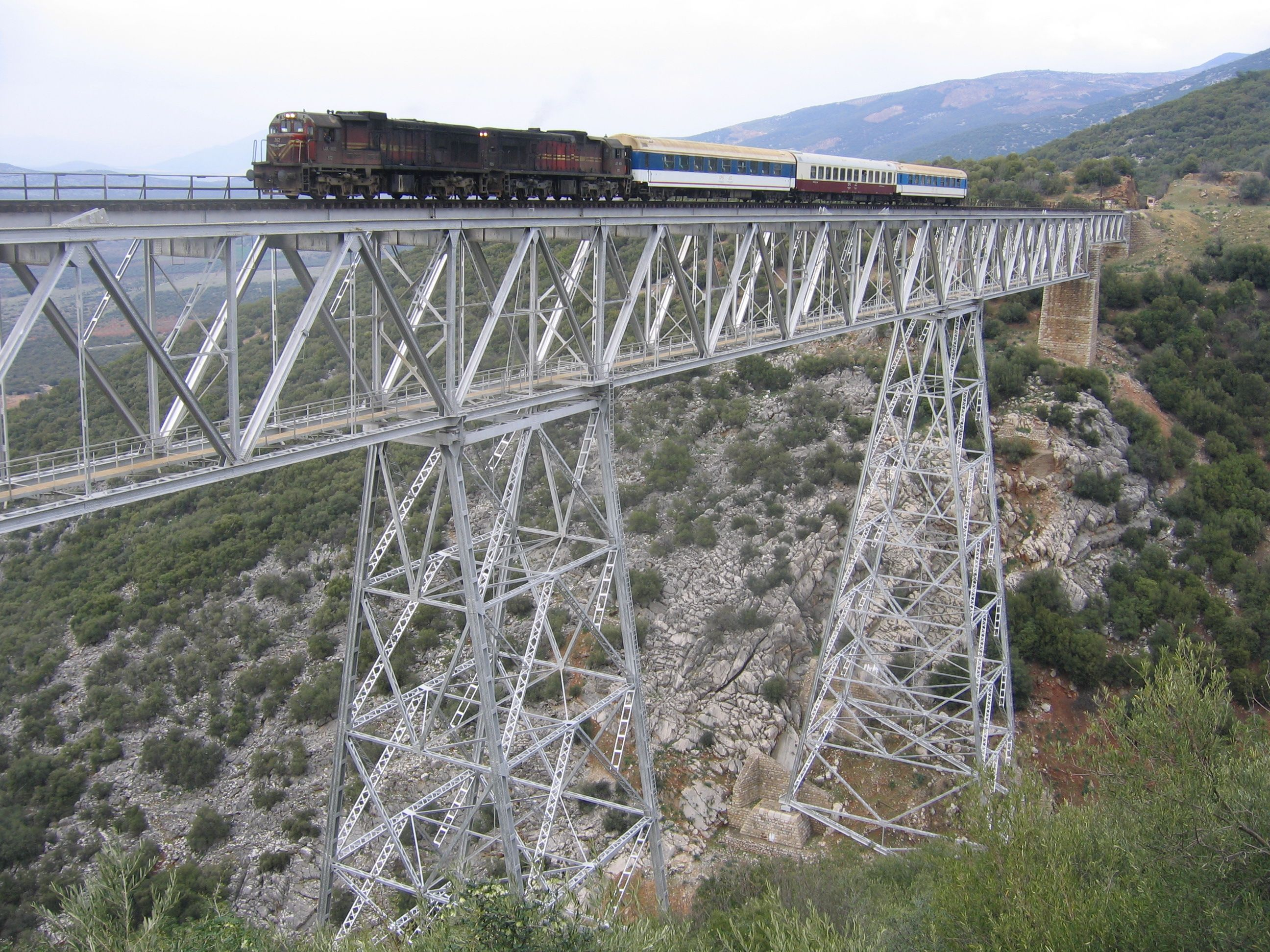
Železniční most nedaleko stanice Mouslimie

Bagdádská dráha (německy Bagdadbahn, francouzsky Chemin de Fer Impérial Ottoman de Bagdad, CIOB) je železnice vedoucí z tureckého města Konya přes Adanu, Aleppo a Mosul do Bagdádu, dlouhá 1597 kilometrů. Její stavba započala v roce 1903 a byla financována německým kapitálem. Měla navázat na již existující trať Berlín-Vídeň-Istanbul-Konya a s plánovaným propojením do Basry měla zajistit císařskému Německu přístup k Perskému zálivu s jeho ropným bohatstvím a usnadnit výměnu zboží mezi Německem a jeho koloniemi. Hlavním dodavatelem stavby byla frankfurtská firma Philipp Holzmann.
Území okolo plánované železnice tehdy ovládala Osmanská říše, která byla německým spojencem. Stavba vyvolala velkou nespokojenost v Anglii a Rusku (Rusové v roce 1911 podepsali smlouvu, podle níž nebudou klást stavbě překážky, pokud Německo uzná ruské zájmy v Persii). Americký orientalista Morris Jastrow prohlásil, že „Angličané vnímali německou přítomnost v Perském zálivu jako dvaačtyřiceticentimetrové dělo namířené na Indii“. Potřeba Němců zajistit si úsek dráhy do Bagdádu procházející územím Srbska byla jednou z hlavních příčin války.
Na začátku první světové války nicméně stavba trati procházející náročným horským terénem ještě nebyla ani z poloviny hotová. Po německé porážce přešla stavební koncese na vítězné mocnosti, Sýrie připadla Francouzům a v Iráku bylo vytvořeno nezávislé království pod britskou ochranou. Od roku 1930 fungovala pravidelná doprava z Istanbulu do Nusaybinu (rychlík Taurus Express), prodloužena do Bagdádu byla až v červenci 1940. V roce 1964 bylo dokončeno spojení do Basry. Napjatá situace v regionu však způsobuje, že trať je využívána jen zřídka spoji místního významu. V roce 2010 začal jezdit vlak z Mosulu do Gaziantepu, ale provoz neměl dlouhého trvání.
Celá Bagdádská dráha má standardní rozchod koleje 1435 mm.